# Yen Chia-kan

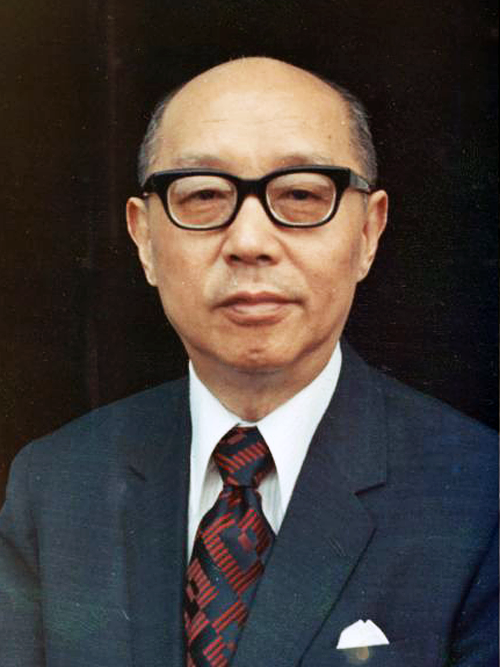
Yen Chia-kan

Yen Chia-kan (chinesisch 嚴家淦 / 严家淦, Pinyin Yán Jiāgàn, W.-G. Yen Chia-kan, Pe̍h-ōe-jī Giâm Ka-kàm; * 23. Oktober 1905 in Suzhou, Chinesisches Kaiserreich; † 24. Dezember 1993 in Taipeh, Republik China) war ein chinesischer Politiker. Von 1975 bis 1978 war er Präsident der Republik China auf Taiwan.
Als Vizepräsident unter Chiang Kai-shek wurde er nach dessen Tod im Jahre 1975 Präsident der Republik. 1978 gab er das Amt an Chiang Ching-kuo, den Sohn Chiang Kai-sheks, ab.

## Leben
Nach einem Studium an der St.-John-Universität in Shanghai wurde er 1939 Finanzdirektor der Provinzregierung von Fujian. Er ermöglichte den Bauern, ihre Steuern in Naturalien zu zahlen, was später in ganz China eingeführt wurde und während des Zweiten Weltkriegs die Nahrungsversorgung erleichterte.
Als Ende 1949 der chinesische Bürgerkrieg mit dem Sieg der Kommunisten über die republikanische Kuomintang endete und diese sich auf Taiwan zurückzogen, wurde Yen Chia-kan Wirtschafts- und Finanzminister. Ab 1957 leitete er den Council on US Aid und realisierte einen 19-Punkte-Plan zur Förderung des Wirtschaftswachstums.
Von 1963 bis 1972 war er Regierungschef und ab 1966 auch Vizepräsident. Durch Förderung der Export- und Leichtindustrie erzielte er Wachstumsraten über 10 % bei niedriger Inflation und gilt als Vater des taiwanischen Wirtschaftswunders.
Das Amt des Premierministers legte er 1972 nieder, als er abermals zum Vizepräsidenten und designierten Nachfolger von Chiang Kai Schek gewählt wurde. In die Zeit seiner Präsidentschaft 1975 bis 1978 fiel die Eröffnung des Industrie- und Technologieparks Hsinchu.